# تييفاري لوديفيون
تييفاري لوديفيون (1 يوليو 1989 بتاهيتي في فرنسا - ) (بالفرنسية: Teheivarii Ludivion)‏ هو لاعب كرة قدم فرنسي في مركز الوسط. شارك مع منتخب تاهيتي تحت 20 سنة لكرة القدم ومنتخب تاهيتي لكرة القدم. أما مع النوادي، فقد لعب مع نادي تيفانا ‏ وA.S. Vénus ‏.

## وصلات خارجية
- تييفاري لوديفيون على موقع الاتحاد الدولي (مؤرشف)  (الإنجليزية)
- تييفاري لوديفيون على موقع قاعدة بيانات كرة القدم.إي يو (الإنجليزية)
- تييفاري لوديفيون على موقع ناشيونال فوتبول تيمز (الإنجليزية)